# Черна акула
Черната акула (Dalatias licha) е вид акула от семейство Dalatiidae, единствен представител на своя род Dalatias. Среща се спорадично по целия свят, обикновено близо до морското дъно на дълбочини от порядъка на 200 до 600 m. С естествената си плаваемост, благодарение на мазнините в масивния черен дроб, черната акула може да плува на големи разстояния без да изразходва огромно количество енергия. Тялото на този вид е относително стройно и издължено, с къса и тъпа муцуна, големи очи и дебели устни. Зъбите на долната и горната челюст се различават, като тези от горната се по-малки и тесни, докато зъбите на долната челюст са големи, триъгълни и насечени. Нормално достига на дължина между 1 и 1,4 m.
За храна на черните акули служат различни костни риби, други акули и скатове, главоноги, ракообразни, многочетинести червеи, синофори и понякога и мърша. Акулата е живородна и дава поколение от около 10 до 14 малки. Обект е на промишлен риболов заради месото, кожата и мазнините, основно от Португалия и Япония. Бавният репродуктивен цикъл прави този вид акули уязвими от мащабите на промишления риболов и в резултат световната популация намалява. Това е причина черната акула да е включена като като почти застрашен вид в Червения списък на световнозастрашените видове.

## Таксономия
Черната акула е описана първоначално от френския натуралист Пиер Жозеф Бонатере през 1788 под името Squalus licha, но типовият екземпляр е загубен впоследствие. Видът е поставен в свой собствен род Dalatias след синонимизация с описания от Constantine Samuel Rafinesque-Schmaltz вид Dalatias sparophagus от 1810 година. Въпреки това редица автори поставят под съмнение описанието на D. sparophagus и предпочитат да използват рода Scymnorhinus. Името на рода Dalatias произлиза от гръцки език и означава факел. Видовото име идва от френската дума за акула.

## Разпространение и местообитание
Черната акула се среща почти из целия свят в тропични и топли води, като популациите са отделени една от друга с относително малък генетичен дрейф. Тази вид акула не е документирана в източния Тихи океан или северния Индийски океан. В северния Атлантически океан се среща от североизточните американски щати до северните части на Мексиканския залив, от Северно море до Камерун, включително и около Великобритания. Черната акула обитава и Средиземно море, островите Мадейра и Азорските острови. В Индийския океан са среща около Република Южна Африка и Мозамбик. В Тихия океан, черни акули са наблюдавани около Япония, остров Ява, Австралия, Нова Зеландия и Хавайските острови. Има и единично наблюдение на черна акула около Бразилия в рамките на южния Атлантическия океан.
Черната акула е крайбрежен, но дълбоководен вид, като най-често обитава води с дълбочина от 200 до 600 m. Улавяна е и на дълбочина до 1800 m. Около бреговете на Азорските острови, черните акули са разпределени на различна дълбочина в зависимост от пола си, като женските обитават води до 230 m, а мъжките – между 412 и 448 m. Черната акула обитава външните части на континенталния шелф и върховете на континенталния склон, но може да се срещне и около океански острови. Това е единственият представител на семейството, който предпочита да е по-близо до морското дъно, в сравнение с останалите видове в семейството, но по изключение може да се улови и в по-горни водни слоеве.

## Физическа характеристика
Черната акула има сравнително издължено тяло, завършващо с къса и закръглена муцуна. Очите и ноздрите са уголемени. Устните са масивни с гънки, но не са приспособени за засмукване. Устата е снабдена с 16 – 21 реда зъби на горната челюст и 17 – 20 реда зъби на долната. Горните зъби са малки, шиловидни, закривени към краищата на устата. Долните зъби са големи, триъгълни и насечени, а основата им е сближена, което прави от долната челюст непрекъсната режеща повърхност.
Първата гръбна перка е по-малка от втората, а нито една от тях няма шипове. Първата гръбна перка започва сред линията на гръдните перки, докато втората гръбна перка започва от средата на основата на коремните перки. Гръдните перки са къси и закръглени. Опашната перка има отличима и дълга горна част, почти отсъства долна половина. Формата и местоположението на перките наподобява на тези при португалската акула (Centroscymnus coelolepis), но за разлика от нея черната акула не притежава шипове по перките. Кожните зъбци са малки и плоски, с единичен хоризонтален ръб, продължаващ във връх.
Окраската е тъмнокафява или сива, често и черна с тъмни петна. Плавниците имат бели или белезникави краища, а върхът на опашната перка е черен. Повечето черни акули са между 1 и 1,4 m на дължина и достигат на тегло около 8 kg, въпреки че максималната документирана дължина е 1,6 m и възможно дори 1,8 m.

## Поведение
Черната акула е сравнително често срещана в рамките на ареала си, като предпочита уединение или формира малки групи. Този вид плува относително бавно, като запасите от сквален в черния дроб позволяват относително лесно да се постигне естествена плаваемост и за придвижването не е необходима значителна енергия. Изследванията около бреговете на Северна Африка и в Средиземно море показват, че мъжките превъзхождат по брой женските в съотношение между 2:1 и 5:1, респективно за двете територии. Черната акула служи за храна на по-големи риби и други акули, както и на кашалоти (Physeter macrocephalus).

### Хранене
Черната акула е силен и опасен хищник, като челюстите имат силна захапка. Храни се предимно с костни риби, но може да използва за храна и скатове, по-малки акули, сепии, октоподи, ракообразни, многочетинести червеи и синофори. Черните акули са способни да откъсват парчета месо от по-големи животни, като други акули и китове. Наличието на бързоподвижни видове риба в стомаси на уловени животни предполага, че черната акула може и да яде мъртва храна или да използва прийоми за хващане на такива риби. В рамките на средиземноморската популация, основното меню е съставено от костни риби през цялата година, а през пролетта и на други видове акули. През лятото на второ място са не акулите, а ракообразни, а през есента – основно главоноги.

### Размножаване
Черната акула е неплацентарна яйцеживородна риба, като ембрионите се излюпват в тялото на женската и се изхранват от жълтъчното си мехурче. В рамките на Средиземно море, размножителният период е почти през цялата година с пикове през пролетта и есента, като женските имат около година между нова бременност.
Женската ражда между 10 и 16 малки, като този брой нараства при по-възрастните женски. Малките са с дължина между 30 и 45 cm след възможен гестационен период от около две години.
Мъжките съзряват полово при дължина между 77 и 122 cm, а женските при по-големи дължини (117 и 159 cm). Няма корелация между размера на индивида при раждане, размера при достигане на полова зрялост и максималния размер на животното.

## Връзки с хората
Черната акула обитава големи дълбочини, което я прави безопасна за хората. Намирани са зъби от черна акула впити в дълбоководен оптичен кабел, което потенциално може да води и до вреда. Този вид акула е бил експлоатиран от хората за дълъг период от време – употребяван е за храна от хората в източния Атлантически океан и Япония, рибеното масло от черния и дроб се използва в Португалия, Япония и Република Южна Африка, а кожата ѝ е използвана за направа на мебели и украшения. Черната акула не е от икономически интерес в западните части на Атлантическия океан.
Продължителният дълбоководен риболов предизвиква поражения върху естествените популации от черна акула и други подобни дълбоководни видове, тъй като този вид акули нарастват бавно и имат много нисък репродуктивен потенциал. Така например масивния риболов на черни акули около Азорските острови е довел до бързо намаляване на числеността на популацията и дори до колапс. Риболовът на черни акули започва целенасочено през 70-те години на ХХ век заради продукцията на рибено масло, а през 1980-те години се разраства до огромни промишлени мащаби. Това води до пик на улова от черна акула през 1984 година от около 937 тона. След 1991 година, като резултат от изчерпването на естествената популация, уловът е бил едва 15 тона годишно и това заедно с намалението на цената на рибено масло го прави икономически неизгоден. Популационно проучване сочи, че числеността на северозападната атлантическа популация е намалена с 50% от началото на целенасочения риболов.
Риболовните кораби около Португалия и Япония са отговорни за промишления риболов на черни акули, но често това е като случаен улов при тралиране и по-рядко с използване на въдици. Въпреки това само Португалия е уловила около 282 тона черни акули през 2000 година и 119 тона през 2003 година. В други области на Атлантическия океан, този вид акула е рядък. Така например около британските острови броят на черните акули е намалял с около 94% от началото на 1970 година, но това е именно в резултат на риболов. В Средиземно море този вид акули се улавят инцидентно, но няма целенасочена индустрия. В южното полукълбо уловът на черни акули нараства след отслабване на законите за морските храни. Нова Зеландия има пик на улова на черни акули между 1986 и 1997 г.
Международният съюз за защита на природата класифицира вида като световно почти застрашен и уязвим в рамките на североизточния Атлантически океан.